# Героев, Магомед Саварбекович
Магомед Саварбекович Героев (род. 26 февраля 1994 в Назране, Россия) — российский боец смешанных единоборств ингушского происхождения, двукратный победитель гран-при лиги Fight Club Cherdak.

## Титулы и достижения
- Панкратион
  - Чемпионат мира по панкратиону (Тбилиси, 2016) — [1];
  - Чемпионат России по панкратиону 2016 года — ;
  - Кубок России по панкратиону 2016 года — ;
  - Чемпионат сибири по панкратиону 2016 года — ;
  - Кубок города Ангарск по панкратиону 2015 года — .
- Каратэ
  - Чемпионат России по кэмпо-каратэ — ;
  - Кубок России по кэмпо-каратэ — ;
  - Чемпионат мира по кэмпо-каратэ — ;
  - Первенство России по Укадо 2010 года — ;
  - Первенство России по Укадо (фулл-контакт) 2010 года — .

### MMA
- Fight Club Cherdak 
  - Победитель 3-го сезона Fight Club Cherdak в среднем весе (2016).
  - Победитель 2-го сезона Fight Club Cherdak в среднем весе (2015).
- Боевое самбо
  - Международный турнир по боевому самбо памяти Андрея Елизарова 2015 года — [2];
  - Международный турнир по боевому самбо памяти Андрея Елизарова 2016 года — .
- Универсальный бой
  - Чемпионат СФО по универсальному бою 2016 года — .
- Грепплинг
  - Чемпионат Иркутской области по грепплингу 2015 года — ;
  - Турнир по грепплингу "Дружина коловрата" 2017 года — .

## Статистика боёв
| Боёв 11  | Побед 9 | Поражений 2 |
| -------- | ------- | ----------- |
| Нокаутом | 6       | 0           |
| Сдачей   | 2       | 0           |
| Решением | 1       | 2           |

| Результат | Рекорд | Соперник             | Способ                                 | Турнир                                                 | Место проведения    | Дата            | Раунд | Время | Примечание                                                  |
| --------- | ------ | -------------------- | -------------------------------------- | ------------------------------------------------------ | ------------------- | --------------- | ----- | ----- | ----------------------------------------------------------- |
| Победа    | 9-2    | Оскар Соса           | Нокаутом (удары)                       | WFCA 48: Zhamaldaev vs Khasbulaev 2                    | Баку, Азербайджан   | 4 мая 2018      | 1     | 0:20  |                                                             |
| Победа    | 8-2    | Деян Топальский      | Техническим нокаутом (удары)           | WFCA 44 Grozny Battle                                  | Грозный, Россия     | 17 декабря 2017 | 1     | N/A   |                                                             |
| Поражение | 7-2    | Дмитрий Минаков      | Решением (единогласным)                | FNG Fight Nights Global 69                             | Новосибирск, Россия | 30 июня 2017    | 3     | 5:00  |                                                             |
| Победа    | 7-1    | Станислав Молодцов   | Техническим нокаутом (остановка углом) | Industrials / Fight Club Cherdak Industrials Challenge | Иркутск, Россия     | 3 июня 2017     | 2     | 5:00  |                                                             |
| Победа    | 6-1    | Аскар Можаров        | Техническим нокаутом (удары)           | Kunlun Fight MMA 11                                    | Цзинин, Китай       | 4 мая 2016      | 1     | N/A   |                                                             |
| Поражение | 5-1    | Магомедрасул Гасанов | Решением (единогласным)                | M-1 Global Road to M-1: Battle in Nazran 3             | Назрань, Россия     | 7 мая 2016      | 3     | 5:00  |                                                             |
| Победа    | 5-0    | Евгений Михалёв      | Техническим нокаутом (удары)           | Siberian Challenge - FC Cherdak 3.2                    | Иркутск, Россия     | 13 марта 2016   | 1     | 4:42  | Финал 3-го сезона Fight Club Cherdak в среднем весе         |
| Победа    | 4-0    | Лазис Адизов         | Техническим нокаутом (удары)           | Fight Club Cherdak 3rd Season, 1st Battle              | Иркутск, Россия     | 28 февраля 2016 | 1     | 4:24  | Полуфинал 3-го сезона Fight Club Cherdak в среднем весе     |
| Победа    | 3-0    | Евгений Михалёв      | Решением (единогласным)                | Fight Club Cherdak 2nd Season, 4th Battle              | Иркутск, Россия     | 8 ноября 2015   | 3     | 5:00  | Финал 2-го сезона Fight Club Cherdak в среднем весе         |
| Победа    | 2-0    | Максим Чупин         | Сабмишном (рычаг локтя)                | Fight Club Cherdak 2nd Season, 3rd Battle              | Иркутск, Россия     | 25 октября 2015 | 1     | 1:20  | Полуфинал 2-го сезона Fight Club Cherdak в среднем весе     |
| Победа    | 1-0    | Михаил Земцов        | Сабмишном (удушение треугольником)     | Fight Club Cherdak 2nd Season, 2nd Battle              | Иркутск, Россия     | 11 октября 2015 | 1     | 1:20  | Четвертьфинал 2-го сезона Fight Club Cherdak в среднем весе |